# 49e cérémonie des Annie Awards
La 49e cérémonie des Annie Awards (49th Annie Awards), organisée par l'Association internationale du film d'animation, s'est déroulée le 12 mars 2022 au Royce Hall (en) de l'Université de Californie à Los Angeles pour récompenser les films d'animation sortis en 2021.

## Nominations
Le 21 décembre 2021, les nominations sont annoncées. Raya et le Dernier Dragon est en tête avec 10 nominations pour les films ; Arcane est la série télévisée la plus nommée, avec 9 nominations.

## Palmarès
Toutes les informations proviennent du site officiels des Annie Awards et des magazines Variety et Deadline,.

### Meilleur film d'animation
- Les Mitchell contre les machines - Sony Pictures Animation (pour Netflix)
  - Luca - Pixar Animation Studios
  - Raya et le Dernier Dragon - Walt Disney Animation Studios
  - Tous en scène 2 - Illumination
  - Encanto : La Fantastique Famille Madrigal - Walt Disney Animation Studios

### Meilleur film d'animation indépendant
- Flee -  Final Cut for Real, Sun Creature, Vivement Lundi !, MostFilm, Mer Film, Vice, Left HandFilms et Participant
  - Belle - Studio Chizu
  - La chance sourit à madame Nikuko - Studio 4°C
  - Pompo The Cinephile - CLAP Animation Studio
  - Le Sommet des Dieux -  Julianne Films, Folivari et Mélusine Productions (pour Netflix)

### Meilleur programme spécial d'animation
- Namoo - Baobab Studios
  - La Vie de château - Films Grand Huit et Miyu Productions
  - Maman pleut des cordes - Laïdak Films et Dandelooo
  - Snoopy présente : Le Nouvel An de Lucy - WildBrain Studios, Apple
  - The Witcher : Le Cauchemar du loup - Studio Mir (pour Netflix)

### Meilleur court métrage d'animation
- Bestia – Trebol 3 Producciones, MALEZA Estudio
  - Easter Eggs – Animal Tank, Brecht Van Elslande
  - MAALBEEK – Films Grand Huit Films à Vif
  - Night Bus – Joe Hsieh Independent Production
  - Steakhouse – Finta Film, Fabian & Fred, RTV Slovenija, Miyu Productions

### Meilleure publicité animée à la télévision
- A Future Begins – Nexus Studios
  - Fleet Foxes - "Featherweight" – Sing-Sing
  - The Good Guest Guide to Japan – Airbnb, Chromosphere
  - Tiptoe & The Flying Machine – Nexus Studios
  - WandaVision - Générique "Ne zappez pas" – Titmouse, Inc.

### Meilleure production animée pour le public pré-scolaire
- Ada Twist, la scientifique - Laughing Wild, Higher Ground Productions, Wonder Worldwide (pour Netflix)
  - Les Muppet Babies - Oddbot Inc.
  - Odo - Sixteen South et Letko
  - Eau-Paisible - Scholastic Entertainment, Gaumont, Polygon Pictures, Apple
  - Xavier Riddle and the Secret Museum - 9 Story Media Group, Brown Bag Films

### Meilleure production animée pour les jeunes
- Maya, princesse guerrière - Netflix
  - Carmen Sandiego - Houghton Mifflin Harcourt Publishing et DHX Media (pour Netflix)
  - Bienvenue chez Doug - Pixar Animation Studios
  - Amphibia - Walt Disney Television Animation
  - We the People : Do, ré, mi? démocratie ! - Laughing Wild, Higher Ground Productions, Netflix

### Meilleure production animée pour les adultes
- Arcane - Riot Games et Fortiche Production (pour Netflix)
  - Bob's Burgers - 20th TV et Bento Box Animation
  - Love, Death and Robots - Blur Studio (pour Netflix)
  - Star Wars: Visions - Kamikaze Douga
  - Tuca and Bertie - The Tornante Company

### Meilleur film étudiant
- Night of the Living Dread - Ida Melum (National Film and Television School)
  - HOPE - Ryoma Leneuf et Gabriel Martinez  (New3dge)
  - I Am a Pebble - Yasmine Bresson et Maxime Le Chapelain (ESMA)
  - A Film About a Pudding - Roel Van Beek (National Film and Television School)
  - Slouch - Michael Bohnenstingl (Film Academy Baden)

### Meilleur effets spéciaux et d'animation dans une série ou production TV
- Arcane
  - Castlevania
  - Maya, princesse guerrière
  - Shaun the Sheep: L'échappé de Noël
  - Chasseurs de trolls : Le Réveil des Titans

### Meilleur effets spéciaux et d'animation dans un long-métrage
- Les Mitchell contre les machines
  - Encanto : La Fantastique Famille Madrigual
  - Raya et le Dernier Dragon
  - Belle
  - Vivo

### Meilleure animation des personnages dans une série ou production TV
- Arcane
  - Love, Death and Robots
  - We the People : Do, ré, mi? démocratie !
  - Namoo
  - Ultra City Smiths

### Meilleure animation des personnages dans un long-métrage d'animation
- Encanto : La Fantastique Famille Madrigual
  - Luca
  - Raya et le Dernier Dragon
  - Baby Boss 2 : Une affaire de famille
  - Le Dragon-génie

### Meilleure animation des personnages dans un long-métrage en prises de vues réelles
- Shang-Chi et la Légende des Dix Anneaux
  - Flora & Ulysses
  - The Suicide Squad
  - The Tomorrow War
  - Y, le dernier homme

### Meilleure animation des personnages dans un jeu vidéo
- Ratchet and Clank: Rift Apart
  - It Takes Two
  - Kena: Bridge of Spirits
  - Madrid Noir
  - Disney Wonderful Worlds

### Meilleure conception des personnages dans une série ou production TV
- Arcane
  - Maya, princesse guerrière
  - Batman: The Long Halloween
  - Kid Cosmic
  - Yuki 7

### Meilleure conception des personnages dans un long-métrage d'animation
- Les Mitchell contre les machines
  - Raya et le Dernier Dragon
  - Luca
  - Vivo
  - Ron débloque

### Meilleure réalisation dans une série ou production TV
- Arcane
  - Amphibia
  - Maya, princesse guerrière
  - Crossing Swords
  - Hilda et le roi de la montagne

### Meilleure réalisation dans un long-métrage d'animation
- Les Mitchell contre les machines
  - Encanto : La Fantastique Famille Madrigual
  - Luca
  - Belle
  - Flee

### Meilleure musique dans une série ou production TV
- Maya, princesse guerrière
  - Hilda et le roi de la montagne
  - Rose blush
  - Mira, détective royale
  - Mila

### Meilleure musique dans un long-métrage d'animation
- Encanto : La Fantastique Famille Madrigual
  - Luca
  - Poupelle
  - Vivo
  - Raya et le Dernier Dragon

### Meilleurs décors dans une série ou production TV
- Arcane
  - Arlo, le garçon alligator
  - Love, Death and Robots
  - Maya, princesse guerrière
  - Yuki 7

### Meilleurs décors dans un long-métrage d'animation
- Les Mitchell contre les machines
  - Raya et le Dernier Dragon
  - Belle
  - Vivo
  - Ron débloque

### Meilleur storyboard dans une série ou production TV
- Arcane
  - Invincible
  - Love, Death and Robots
  - Kid Cosmic
  - Molly McGee et le Fantôme

### Meilleur storyboard dans un long-métrage d'animation
- Encanto : La Fantastique Famille Madrigual
  - Raya et le Dernier Dragon
  - Vivo
  - Spirit : L'Indomptable
  - La Famille Addams 2 : Une virée d'enfer

### Meilleur doublage dans une série ou production TV
- Arcane - Ella Purnell dans le rôle de Jinx
  - Arlo, le garçon alligator - Michael J. Woodard dans le rôle d'Arlo
  - Centaurworld - Parvesh Cheena dans le rôle de Zulius
  - DC Super Hero Girls - Kimberly Brooks dans le rôle de Karen Beecher/Bumblebee
  - Chasseurs de trolls : Le Réveil des Titans - Charlie Saxton dans le rôle de Toby Domzalski

### Meilleur doublage dans un long-métrage d'animation
- Les Mitchell contre les machines - Abbi Jacobson dans le rôle de Katie Mitchell
  - Encanto : La Fantastique Famille Madrigual - Stephanie Beatriz dans le rôle de Mirabel Madrigal
  - Raya et le Dernier Dragon - Kelly Marie Tran dans le rôle de Raya
  - Luca - Jack Dylan Grazer dans le rôle de Alberto Scorfano
  - Encanto : La Fantastique Famille Madrigual - John Leguizamo dans le rôle de Bruno Madrigal

### Meilleur scénario dans une série ou production TV
- Arcane
  - Maya, princesse guerrière
  - Les Muppet Babies
  - The Mighty Ones
  - Tuca and Bertie

### Meilleur scénario dans un long-métrage d'animation
- Les Mitchell contre les machines
  - Belle
  - Raya et le Dernier Dragon
  - Flee
  - Luca

### Meilleur montage dans une série ou production TV
- What If...?
  - Love, Death and Robots
  - Arlo, le garçon alligator
  - Amphibia
  - Tom & Jerry in New York

### Meilleur montage dans un long-métrage d'animation
- Les Mitchell contre les machines
  - Luca
  - Flee
  - Encanto : La Fantastique Famille Madrigual
  - Poupelle

### Récompenses spéciales
| Winsor McCay Award                                 |
| -------------------------------------------------- |
| Ruben A. Aquino, Lillian Schwartz et Toshio Suzuki |
| June Foray Award                                   |
| Renzo et Sayoko Kinoshita                          |
| Prix spécial                                       |
| Glenn Vilppu                                       |
| Ub Iwerks Award                                    |
| Python Foundation                                  |

## Statistiques

### Long-métrage

#### Nominations multiples
- 10 : Raya et le Dernier Dragon
- 9 : Encanto : La Fantastique Famille Madrigual
- 8 : Les Mitchell contre les machines et Luca
- 5 : Belle et Vivo
- 4 : Flee

#### Récompense multiples
- 8 : Les Mitchell contre les machines
- 3 : Encanto : La Fantastique Famille Madrigual

### Courts-métrages et séries

#### Nominations multiples
- 9 : Arcane
- 7 : Maya, princesse guerrière
- 5 : Love, Death and Robots
- 3 : Arlo, le garçon alligator et Amphibia
- 2 : Hilda et le roi de la montagne, Les Muppet Babies, Kid Cosmic, Chasseurs de trolls : Le Réveil des Titans, Tuca and Bertie, Yuki 7 et We the People : Do, ré, mi? démocratie !

#### Récompense multiples
- 9 : Arcane
- 2 : Maya, princesse guerrière